# Летние Олимпийские игры 2024
Летние Олимпийские игры 2024 (англ. 2024 Summer Olympics, фр. Jeux olympiques d'été de 2024), официальное название Игры XXXIII Олимпиады (англ. Games of the XXXIII Olympiad, фр. Jeux de la XXXIII olympiade de l'ère moderne), — 33-и по счёту летние Олимпийские игры, прошедшие с 26 июля по 11 августа 2024 года (17 дней). 
Приём официальных заявок начался 15 января 2015 года и был закончен 15 сентября 2015 года. 13 сентября 2017 года МОК на своей 131-й сессии в Лиме официально объявил Париж столицей Олимпийских игр 2024 года.
Париж ранее принимал у себя летние Олимпийские игры 1900 и 1924 года и, таким образом, стал вторым городом, трижды принимавшим летние Олимпийские игры, после Лондона. В Париже впервые были разыграны награды в брейкинге. 
Ожидалось, что организация и проведение Олимпиады обойдётся Франции в 8,3 миллиарда евро.
Девиз Игр — «Широко раскрытые игры» (фр. Ouvrons grand les jeux).

## Заявочный процесс
Изначальными кандидатами на проведение Игр были Будапешт (Венгрия), Гамбург (Германия), Лос-Анджелес (США), Париж (Франция), Рим (Италия). До 27 июля 2015 года кандидатом был также Бостон (США), но он был заменён на Лос-Анджелес из-за отсутствия общественной поддержки. К концу заявочного процесса 4 из 6 городов — все за исключением Лос-Анджелеса и Парижа — отозвали свои заявки из-за опасений по поводу размера, стоимости и сложности организации Олимпийских игр.
В связи с этими отказами 9 июня 2017 года Исполнительный комитет Международного олимпийского комитета, собравшийся в швейцарском городе Лозанна, предложил провести двойное голосование по определению городов-организаторов Олимпийских игр 2024 и 2028 годов. Это предложение было одобрено 11 июля 2017 года на внеочередной сессии МОК в Лозанне. Заявочным комитетам Парижа и Лос-Анджелеса предстояло обсудить, какой город примет Игры 2024 года, а какой — 2028. 31 июля 2017 года власти Лос-Анджелеса и руководство МОК достигли соглашения о проведении в городе летних Олимпийских игр 2028 года. Достигнутая договорённость означает, что Олимпийские игры 2024 года пройдут в Париже.
Париж был выбран хозяином Игр 13 сентября 2017 года на 131-й сессии МОК в Лиме, Перу.
| Кандидаты | Страна  | 1-й раунд   |
| --------- | ------- | ----------- |
| Париж     | Франция | Единогласно |

## Символы

### Эмблема
Первоначальная эмблема представляла собой разноцветную Эйфелеву башню.
Новая эмблема, разработанная парижской студией дизайна Royalties Eco-Branding, была представлена в «Гран-Рексе» 21 октября 2019 года. На ней одновременно изображены олимпийский огонь внутри золотой медали и губы символа Французской республики Марианны, которая также является данью уважения женщинам, впервые принявшим участие в Летних Олимпийских играх 1900 в Париже. Под изображением находится надпись «Париж 2024» (Paris 2024), выполненная шрифтом в стиле ар-деко.
Многими дизайнерскими журналами эмблема была названа крупнейшим[каким?] логотипом 2019 года. В социальных сетях она встретила насмешки, сравниваясь с логотипами сайтов знакомств и парикмахерских. Согласно опросу, проведённому OpinionWay, 83 % французов заявили, что им нравится новая эмблема, 82 % считают её эстетически привлекательной, а 78 % — креативной.
Представленная эмблема впервые будет использоваться на Паралимпийских играх без отличий.

### Талисман
Организационный комитет Олимпийских игр 2024 года представил талисманов Олимпийских и Паралимпийских игр 14 ноября 2022 года. Ими стали фригийские колпаки по имени Фриги. По словам председателя комитета Тони Эстанге, колпак является «ярким символом Французской Республики», а «для французского народа он означает свободу». Талисманы были представлены с девизом «В одиночку мы идём быстрее, но вместе мы идём дальше».

### Слоган
25 июля 2022 года организационный комитет Олимпийских игр представил их слоган — «Широко раскрытые игры» (англ. Games Wide Open, фр. Ouvrons grand les jeux). Лозунг подразумевает паритет между полами (по 5250 спортсменов и спортсменок) и открытость для новых видов спорта (впервые на Играх будут проведены соревнования по брейкингу). Слоган также будет использоваться на Летних Паралимпийских играх 2024.
До 25 июля 2022 года кандидатуру Парижа сопровождал лозунг «Сделано для обмена» или «Приходите и делитесь» (англ. Made For Sharing, фр. Venez partager).

### Эстафета олимпийского огня
Эстафета олимпийского огня началась в апреле 2024 года. В сентябре 2023 года начался процесс отбора участников, в том же месяце был представлен маршрут.
16 апреля 2024 года в Древней Олимпии был зажжён огонь Олимпийских игр в Париже. В день церемонии было пасмурно, факел был зажжён от огня, полученного во время репетиции церемонии накануне. Первым факелоносцем стал олимпийский чемпион по академической гребле Стефанос Дускос. После эстафеты огня по территории Греции в конце апреля он будет передан Франции. Эстафета пройдёт через все регионы Франции, а из Греции огонь будет перевезён на лодке с соблюдением принципа экологичности. По данным L’Équipe, организаторы планировали провести эстафету через все департаменты Франции, которые должны были заплатить по 150 000 евро.

## Медали

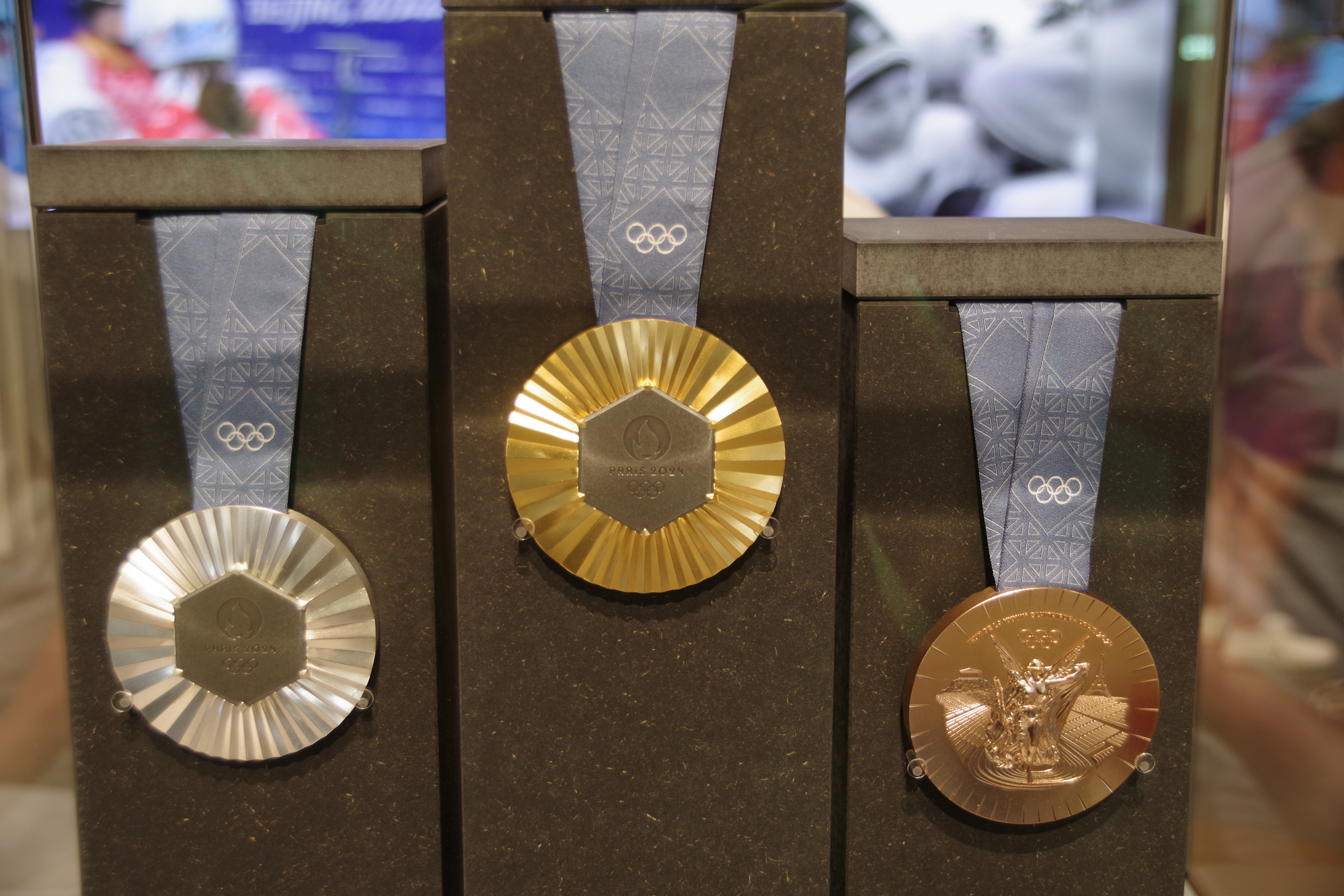
Олимпийские медали с центральным элементом (Гексагон (Франция)), выполненным из чугуна Эйфелевой башни

Олимпийские и паралимпийские награды были представлены публике президентом игр Тони Эстанге в феврале 2024 года. Медали изготовлены на Парижском монетном дворе; их дизайн разработан ювелирным домом Chaumet. В каждую награду с аверса вмонтирован шестиугольный (гексагон является символом Франции) железный жетон, на котором вытеснен логотип игр — лицо Марианны с символом олимпийского огня, олимпийские кольца и надпись Paris 2024. Жетоны изготовлены из металла Эйфелевой башни, взятого из чугунной конструкции, демонтированной в XX веке при модернизации лифта, и очищенном от углерода в кузницах коммуны Помпе. Элементы крепления (т. н. clous de Paris), традиционные для французского ювелирного искусства, также символизируют заклёпки Эйфелевой башни; золотые «лучи» символизируют одновременно сияние Парижа (который называют «Городом света») и славу атлетов-победителей.
На реверсе изображена богиня победы Ника на фоне стадиона Панатинаикос, где в 1896 году прошли первые современные Олимпийские игры, на заднем плане по обеим сторонам медали изображены Парфенон и Эйфелева башня (на реверсе паралимпийских медалей изображён вид Эйфелевой башни).
Все медали диаметром 85 мм и 9,2 мм толщиной. Исходя из цен металлов на рынке, стоимость золотой медали составляет приблизительно 950 $. Из-за рекордно высоких цен на золото, вероятно, это самая «дорогая» золотая медаль в истории современных игр (так, стоимость золотой медали Олимпийских игр 2012 года в Лондоне составляла на тот момент 708 $). В последний раз медали из чистого золота вручались перед Первой Мировой войной, на играх 1912 года, — при современных ценах стоимость такой медали составила бы более 41 тысячу долларов. Золотая медаль игр 2024 года весит 529 граммов, 6 граммов из которых (1,13 %) — золото, которым покрыта медаль, 18 граммов — железо и 505 граммов (более 95,4 %) — серебро.
Серебряная медаль весит 525 граммов (507 граммов серебра и 18 граммов железа), её стоимость составляет предположительно 486 $. Бронзовая медаль весит 455 граммов (415,15 граммов меди, 21,85 граммов цинка и 18 граммов железа); её стоимость — примерно 13 $.
Ленты олимпийских медалей тёмно-синего цвета, паралимпийских — ярко-красного, что символизирует два первых слоя краски, использованной для покраски Эйфелевой башни. Ленты украшены рисунком, символизирующим решётчатые секции Эйфелевой башни.

## Участники
На летних Олимпийских играх 2024 года будут представлены 10,5 тысяч спортсменов из 206 олимпийских национальных сборных: 54 из Африки, 48 из Европы, 44 из Азии, 41 из Америки, 17 из Океании, отдельные нейтральные спортсмены и олимпийская сборная беженцев. КНДР вернулась на Олимпиаду после пропуска Игр 2020.

### Отстранение России и Беларуси
После вторжения России в Украину МОК отстранил Олимпийские комитеты России и Беларуси за нарушение Олимпийского перемирия.
В декабре 2023 года МОК разрешил спортсменам из России и Беларуси участвовать в Олимпийских играх 2024 года в Париже в нейтральном статусе. До соревнований были допущены только индивидуальные нейтральные атлеты, одобреные международной федерацией каждого вида спорта, а затем комиссией МОК, и сумевшие пройти квалификацию в своих дисциплинах. В командных видах российские и белорусские спортсмены допущены не были. Также до Игр не допустили спортсменов (а также тренеров и обслуживающий персонал), активно поддержавших войну России с Украиной, или имеющих контракт с военными ведомствами или органами безопасности.
Российские и белорусские спортсмены получили одиннадцать квотных мест, из них: шесть в борьбе, три в велоспорте, по одной в академической гребле и в плавании. Кроме того, российским и белорусским спортсменам разрешили участвовать в теннисном турнире. Приглашение выступить в нейтральном статусе на Олимпиаде приняли 32 спортсмена (15 из России и 17 из Беларуси).

## Медальный зачёт
Жирным выделено наибольшее количество медалей в своей категории; страна-организатор также выделена.
|       | Результаты летних Олимпийских игр 2024 | Результаты летних Олимпийских игр 2024 | Результаты летних Олимпийских игр 2024 | Результаты летних Олимпийских игр 2024 | Всего |
| Место | Страна                                 | Золото                                 | Серебро                                | Бронза                                 | Всего |
| ----- | -------------------------------------- | -------------------------------------- | -------------------------------------- | -------------------------------------- | ----- |
| 1     | США                                    | 40                                     | 44                                     | 42                                     | 126   |
| 2     | Китай                                  | 40                                     | 27                                     | 24                                     | 91    |
| 3     | Япония                                 | 20                                     | 12                                     | 13                                     | 45    |
| 4     | Австралия                              | 18                                     | 19                                     | 16                                     | 53    |
| 5     | Франция                                | 16                                     | 26                                     | 22                                     | 64    |
| 6     | Нидерланды                             | 15                                     | 7                                      | 12                                     | 34    |
| 7     | Великобритания                         | 14                                     | 22                                     | 29                                     | 65    |
| 8     | Республика Корея                       | 13                                     | 9                                      | 10                                     | 32    |
| 9     | Италия                                 | 12                                     | 13                                     | 15                                     | 40    |
| 10    | Германия                               | 12                                     | 13                                     | 8                                      | 33    |
| Всего | Всего                                  | 329                                    | 330                                    | 385                                    | 1044  |

Новостной портал «РБ Бизнес» совместно с Forbes подвели итоги по количеству призовых денег, выплаченных странами своим медалистам. Самой «щедрой» стала Италия, выплатив победителям и призёрам $10,7 млн совокупно, на втором месте Франция ($9,4 млн) и США ($8,3 млн). Самую большую награду за золотую медаль выплатил Гонконг — $768 тыс., Израиль — $268 тыс., Италия $196 тыс., США — $37,5 тыс.

## Олимпийские объекты

### Большой Париж
- «Ив дю Мануар» (15 000) — хоккей на траве (на двух площадках);
- «Стад де Франс» (77 083) — церемония закрытия, лёгкая атлетика и регби;
- «Пари-Ла-Дефанс Арена» (15 220) — финальные соревнования по плаванию и водному поло;
- «Порт-де-ла-Шапель Арена[англ.]» (8000) — бадминтон и художественная гимнастика;
- «Парижский водный центр[англ.]» (5000) — водное поло (отборочные соревнования), прыжки в воду и синхронное плавание;
- Временный объект в Ле-Бурже (5000) — спортивное скалолазание;
- Объект в Сен-Дени (6000) — бокс (отборочные соревнования, четвертьфиналы), современное пятиборье (фехтование).

### Зона «Центр Парижа»
- «Парк де Пренс» (48 583) — футбол;
- «Ролан Гаррос» (36 000) — теннис, бокс (финальные соревнования);
- «Париж Экспо Порт де Версаль[англ.]» (временная площадка) — волейбол (12 000), гандбол (6000, отборочные соревнования), настольный теннис (6000) и тяжёлая атлетика (6000);
- «Арена Париж—Берси» (15 000) — спортивная гимнастика, прыжки на батуте и баскетбол (финальные соревнования);
- «Гран-Пале» (8000) — фехтование, тхэквондо;
- «Площадь Согласия» (временный объект, 30 000) — шоссейные велогонки, баскетбол 3×3, брейкинг и скейтбординг;
- «Отель-де-Виль» (временный объект) — лёгкая атлетика (начало марафона);
- «Мост Александра III» (временный объект, 1000) — плавание (марафон), триатлон и велоспорт (финиш гонки на время);
- «Йенский мост» (временный объект, 13 000) — лёгкая атлетика (спортивная ходьба) и велоспорт (шоссейные гонки);
- «Марсово поле» (временный объект, 12 000) — пляжный волейбол;
- «Гран-Пале-Эфемер» (временный объект, 9000) — дзюдо и борьба;
- «Дом инвалидов» (временный объект, 8000) — стрельба из лука, лёгкая атлетика (финиш марафона) и велоспорт (начало гонки на время).

### Версаль
- Временный объект у дворца Версаль (80 000) — конный спорт и современное пятиборье (помимо фехтования);
- «Ле-Гольф-Насьональ[англ.]» (35 000) — гольф;
- «Эланкур[англ.]» — велоспорт (маунтинбайк);
- «Велодром-Насьональ[англ.]» (5000) — велоспорт (велогонки на треке, BMX).

### Объекты вне Парижа
- Лилль: «Пьер Моруа» (26 000) — баскетбол (предварительные матчи) и гандбол (все матчи плей-офф мужского и женского турниров);
- Сена и Марна: «Вер-сюр-Марн[англ.]» (22 000) — академическая гребля и гребля на байдарках и каноэ (гребной слалом, спринт);
- Марсель: «Старый порт Марселя[англ.]» (5000) — парусный спорт;
- Французская Полинезия: «Теахупоо» (5000) — сёрфинг;
- Шатору: «Национальный стрелковый центр[англ.]» (3000) — стрельба.

### Футбольные стадионы
- Марсель: «Велодром» (67 394) — шесть матчей групповой стадии, четвертьфиналы, женский и мужской полуфинал;
- Лион: «Парк Олимпик Лионне» (59 186) — шесть матчей групповой стадии, четвертьфиналы, женский и мужской полуфинал, женский матч за третье место;
- Бордо: «Матмют Атлантик» (42 115) — шесть матчей групповой стадии, четвертьфиналы;
- Сент-Этьен: «Жоффруа Гишар» (41 965) — шесть матчей групповой стадии;
- Ницца: «Альянц Ривьера» (35 624) — шесть матчей групповой стадии;
- Нант: «Божуар» (35 322) — шесть матчей групповой стадии, четвертьфиналы, мужской матч за третье место.

## Церемония открытия
Церемония открытия началась 26 июля в 19:30 по центральноевропейскому летнему времени (17:30 UTC). В соответствии с Олимпийской хартией в программу мероприятия вошли художественная программа, демонстрирующая культуру принимающей страны и города, парад спортсменов и зажжение олимпийского огня. Игры были официально открыты президентом Франции Эмманюэлем Макроном.
Впервые церемония открытия прошла не на стадионе, а прямо в городе. Местом действия была выбрана Сена. Около 300 тысяч зрителей собрались в центре Парижа вдоль её берегов, чтобы увидеть парад речных барж и катеров, на которых плыли участники спортивных команд из разных стран. На одной барже могли плыть как одна команда, так и сразу несколько. На протяжении почти всей церемонии шёл сильный дождь, но это не помешало её проведению.
Олимпийскую клятву от имени спортсменов принесли метательница молота Мелина Робер-Мишон и пловец Флоран Маноду (они же несли флаг Франции во время парада наций на Сене). Олимпийский огонь зажгли трёхкратные олимпийские чемпионы дзюдоист Тедди Ринер и легкоатлетка Мари-Жозе Перек. Огонь на последнем этапе эстафеты им передал 100-летний Шарль Кост, олимпийский чемпион 1948 года.
В церемонии приняли участие дрэг-артисты, сделавшие отсылку к «Тайной вечере» Леонардо да Винчи. Они расположились за столом в тех же позах, что и Иисус Христос со своими учениками на известной фреске. Часть зрителей, включая Конференцию епископов Франции и владельца соцсети X Илона Маска, посчитали данную постановку высмеиванием религиозных символов и неуважением к христианству. Позже организаторы церемонии извинились за отсылку к «Тайной вечере».

## Виды спорта
В программе Олимпийских игр 2024 года представлено 32 вида спорта. Для улучшения программы и общей концепции Игр к 28-ми основным олимпийским видам спорта, в качестве дополнительных были выбраны: брейкинг, спортивное скалолазание, скейтбординг и сёрфинг, которые позволят установить новый стандарт для инклюзивных, гендерно сбалансированных и ориентированных на молодёжь игр.

| - Академическая гребля - Бадминтон - Баскетбол - Баскетбол - Баскетбол 3×3 - Бокс - Брейкинг - Борьба - Вольная - Греко-римская - Велоспорт - BMX - BMX-фристайл - Трековые гонки - Маунтинбайк - Шоссейные гонки | - Водные виды спорта - Водное поло - Плавание - Прыжки в воду - Синхронное плавание - Волейбол - Волейбол - Пляжный волейбол - Гандбол - Гольф - Гребля на байдарках и каноэ | - Гимнастика - Прыжки на батуте - Спортивная гимнастика - Художественная гимнастика - Дзюдо - Конный спорт - Выездка - Конкур - Троеборье - Лёгкая атлетика - Настольный теннис - Парусный спорт | - Регби-7 - Сёрфинг - Скейтбординг - Современное пятиборье - Спортивное скалолазание - Стрельба - Пулевая - Стендовая - Стрельба из лука - Теннис - Триатлон - Тхэквондо - Тяжёлая атлетика - Фехтование - Футбол - Хоккей на траве |

Финальная программа летних Олимпийских игр 2024 года была опубликована 31 марта 2022 года.
Всего будет разыграно 329 комплектов наград — на 10 меньше, чем на летних Олимпийских играх 2020.
В сравнении с летними Олимпийскими играми 2020 (прошли в 2021 году), в программу были добавлены несколько дисциплин, в которых будет разыграно 10 комплектов наград:
- гребля на байдарках и каноэ — слалом: каяк-кросс у мужчин и у женщин;
- бокс: одна весовая категория у женщин;
- парусный спорт: смешанные командные соревнования в двухместных лодках-динги (класс 470); индивидуальные соревнования в кайтбординге (класс «Формула Кайт») у мужчин и у женщин;
- брейкинг: дисциплина B-Boys у мужчин и дисциплина B-Girls у женщин;
- скалолазание: дисциплина «скорость» у мужчин и у женщин.

Из программы были удалены 20 дисциплин:
- гребля на байдарках и каноэ — спринт: байдарка-одиночка на дистанции 200 м у мужчин и у женщин.
- каратэ: ката, 67 кг, 75 кг и +75 кг у мужчин; ката, 55 кг, 61 кг и +61 кг у женщин.
- бейсбол: мужской турнир.
- софтбол: женский турнир.
- парусный спорт: соревнования в двухместных лодках-динги (класс 470) у мужчин и у женщин; соревнования в одноместных лодках-динги (класс «Финн») у мужчин.
- бокс: одна весовая категория у мужчин;
- тяжёлая атлетика: по две весовые категории у мужчин и у женщин.

Также произошли некоторые изменения дисциплин:
- лёгкая атлетика: в ходьбе по шоссе вместо дистанции 50 км у мужчин введена смешанная эстафета на дистанцию марафона (42.195 км) с участием 1 мужчины и 1 женщины. Разбивка по этапам: 11.45 км (мужской) + 10 км (женский) + 10 км (мужской) + 10.745 км (женский);
- бокс: обновлённый список мужских весовых категорий: 51 кг, 57 кг, 63.5 кг, 71 кг, 80 кг, 92 кг, +92 кг (ранее были категории 52 кг, 57 кг, 63 кг, 69 кг, 75 кг, 81 кг, 91 кг, +91 кг); обновлённый список женских весовых категорий: 50 кг, 54 кг, 57 кг, 60 кг, 66 кг, 75 кг (ранее были категории 51 кг, 57 кг, 60 кг, 69 кг, 75 кг);
- гребля на байдарках и каноэ — спринт: у мужчин в соревнованиях на байдарке-двойке и на каноэ-двойке вместо дистанций 1000 м введены дистанции 500 м;
- парусный спорт: в виндсёрфинге у мужчин и у женщин сменился класс судов на IQFoil с RS:X; в одноместных лодках-динги сменилось наименование классов судов — ILCA 7 вместо «Лазер» у мужчин, ILCA 6 вместо «Лазер Радиал» у женщин;
- стрельба — стендовая: вместо смешанных командных соревнований в дисциплине «трап» пройдут смешанные командные соревнования в дисциплине «скит»;
- тяжёлая атлетика: обновлённый список мужских весовых категорий: 61 кг, 73 кг, 89 кг, 102 кг, +102 кг (ранее были категории 61 кг, 67 кг, 73 кг, 81 кг, 96 кг, 109 кг, +109 кг); обновлённый список женских весовых категорий: 49 кг, 59 кг, 71 кг, 81 кг, +81 кг (ранее были категории 49 кг, 55 кг, 59 кг, 64 кг, 76 кг, 87 кг, +87 кг);
- скалолазание: в связи с выделением «скорости» в отдельную дисциплину у мужчин и у женщин в комбинацию войдут по две дисциплины («трудность» и «боулдеринг») вместо трёх («скорость», «трудность» и «боулдеринг») ранее.

По традиции, взятой из французского театра, каждое соревнование начинается с трёхкратного стука батутты.

## Календарь
Расписание соревнований Олимпийских игр было представлено 25 июля 2022 года.
Даты указаны по местному Центральноевропейскому летнему времени (UTC+2:00)
| ● | Церемония открытия | 0 | Квалификация соревнований | 0 | Финалы соревнований | ● | Церемония закрытия |

| Июль/август                 | Июль/август                 | 24 | 25 | 26 | 27 | 28 | 29 | 30 | 31 | 1  | 2  | 3  | 4  | 5  | 6  | 7  | 8  | 9  | 10 | 11 | Комплекты медалей |
| --------------------------- | --------------------------- | -- | -- | -- | -- | -- | -- | -- | -- | -- | -- | -- | -- | -- | -- | -- | -- | -- | -- | -- | ----------------- |
| Церемонии                   | Церемонии                   |    |    | ●  |    |    |    |    |    |    |    |    |    |    |    |    |    |    |    | ●  |                   |
| Академическая гребля        | Академическая гребля        |    |    |    |    |    |    |    | 2  | 4  | 4  | 4  |    |    |    |    |    |    |    |    | 14                |
| Бадминтон                   | Бадминтон                   |    |    |    |    |    |    |    |    |    | 1  | 1  | 1  | 2  |    |    |    |    |    |    | 5                 |
| Баскетбол                   | Баскетбол                   |    |    |    |    |    |    |    |    |    |    |    |    |    |    |    |    |    | 1  | 1  | 2                 |
| Баскетбол 3х3               | Баскетбол 3х3               |    |    |    |    |    |    |    |    |    |    |    |    | 2  |    |    |    |    |    |    | 2                 |
| Бокс                        | Бокс                        |    |    |    |    |    |    |    |    |    |    |    |    |    | 1  | 2  | 2  | 4  | 4  |    | 13                |
| Брейкинг                    | Брейкинг                    |    |    |    |    |    |    |    |    |    |    |    |    |    |    |    |    | 1  | 1  |    | 2                 |
| Борьба                      | Борьба                      |    |    |    |    |    |    |    |    |    |    |    |    |    | 3  | 3  | 3  | 3  | 3  | 3  | 18                |
| Велоспорт                   | Велоспорт                   |    |    |    | 2  | 1  | 1  |    | 2  |    | 2  | 1  | 1  | 1  | 1  | 2  | 2  | 2  | 1  | 3  | 22                |
| Водное поло                 | Водное поло                 |    |    |    |    |    |    |    |    |    |    |    |    |    |    |    |    |    | 1  | 1  | 2                 |
| Волейбол                    | Волейбол                    |    |    |    |    |    |    |    |    |    |    |    |    |    |    |    |    |    | 1  | 1  | 2                 |
| Пляжный волейбол            | Пляжный волейбол            |    |    |    |    |    |    |    |    |    |    |    |    |    |    |    |    | 1  | 1  |    | 2                 |
| Гандбол                     | Гандбол                     |    |    |    |    |    |    |    |    |    |    |    |    |    |    |    |    |    | 1  | 1  | 2                 |
| Гольф                       | Гольф                       |    |    |    |    |    |    |    |    |    |    |    | 1  |    |    |    |    |    | 1  |    | 2                 |
| Гребля на байдарках и каноэ | Гребля на байдарках и каноэ |    |    |    |    | 1  | 1  |    | 1  | 1  |    |    |    | 2  |    |    | 4  | 3  | 3  |    | 16                |
| Дзюдо                       | Дзюдо                       |    |    |    | 2  | 2  | 2  | 2  | 2  | 2  | 2  | 1  |    |    |    |    |    |    |    |    | 15                |
| Конный спорт                | Конный спорт                |    |    |    |    |    | 2  |    |    |    | 1  | 1  | 1  |    | 1  |    |    |    |    |    | 6                 |
| Лёгкая атлетика             | Лёгкая атлетика             |    |    |    |    |    |    |    |    | 2  | 1  | 5  | 3  | 3  | 5  | 5  | 6  | 8  | 9  | 1  | 48                |
| Настольный теннис           | Настольный теннис           |    |    |    |    |    |    | 1  |    |    |    | 1  | 1  |    |    |    |    | 1  | 1  |    | 5                 |
| Парусный спорт              | Парусный спорт              |    |    |    |    |    |    |    |    | 2  | 2  |    |    |    | 2  | 2  | 2  |    |    |    | 10                |
| Плавание                    | Плавание                    |    |    |    | 4  | 3  | 5  | 3  | 5  | 4  | 3  | 4  | 4  |    |    |    | 1  | 1  |    |    | 37                |
| Прыжки в воду               | Прыжки в воду               |    |    |    | 1  |    | 1  |    | 1  |    | 1  |    |    |    | 1  |    | 1  | 1  | 1  |    | 8                 |
| Прыжки на батуте            | Прыжки на батуте            |    |    |    |    |    |    |    |    |    | 2  |    |    |    |    |    |    |    |    |    | 2                 |
| Регби-7                     | Регби-7                     |    |    |    | 1  |    |    | 1  |    |    |    |    |    |    |    |    |    |    |    |    | 2                 |
| Сёрфинг                     | Сёрфинг                     |    |    |    |    |    |    |    |    |    |    |    |    | 2  |    |    |    |    |    |    | 2                 |
| Синхронное плавание         | Синхронное плавание         |    |    |    |    |    |    |    |    |    |    |    |    |    |    | 1  |    |    | 1  |    | 2                 |
| Скейтбординг                | Скейтбординг                |    |    |    |    | 1  | 1  |    |    |    |    |    |    |    | 1  | 1  |    |    |    |    | 4                 |
| Современное пятиборье       | Современное пятиборье       |    |    |    |    |    |    |    |    |    |    |    |    |    |    |    |    |    | 1  | 1  | 2                 |
| Спортивная гимнастика       | Спортивная гимнастика       |    |    |    |    |    | 1  | 1  | 1  | 1  |    | 4  | 3  | 3  |    |    |    |    |    |    | 14                |
| Спортивное скалолазание     | Спортивное скалолазание     |    |    |    |    |    |    |    |    |    |    |    |    |    |    | 1  | 1  | 1  | 1  |    | 4                 |
| Стрельба                    | Стрельба                    |    |    |    | 1  | 2  | 2  | 2  | 1  | 1  | 1  | 2  | 1  | 2  |    |    |    |    |    |    | 15                |
| Стрельба из лука            | Стрельба из лука            |    |    |    |    | 1  | 1  |    |    |    | 1  | 1  | 1  |    |    |    |    |    |    |    | 5                 |
| Теннис                      | Теннис                      |    |    |    |    |    |    |    |    |    | 1  | 2  | 2  |    |    |    |    |    |    |    | 5                 |
| Триатлон                    | Триатлон                    |    |    |    |    |    |    |    | 2  |    |    |    |    | 1  |    |    |    |    |    |    | 3                 |
| Тхэквондо                   | Тхэквондо                   |    |    |    |    |    |    |    |    |    |    |    |    |    |    | 2  | 2  | 2  | 2  |    | 8                 |
| Тяжёлая атлетика            | Тяжёлая атлетика            |    |    |    |    |    |    |    |    |    |    |    |    |    |    | 2  | 2  | 2  | 3  | 1  | 10                |
| Фехтование                  | Фехтование                  |    |    |    | 2  | 2  | 2  | 1  | 1  | 1  | 1  | 1  | 1  |    |    |    |    |    |    |    | 12                |
| Футбол                      | Футбол                      |    |    |    |    |    |    |    |    |    |    |    |    |    |    |    |    | 1  | 1  |    | 2                 |
| Хоккей на траве             | Хоккей на траве             |    |    |    |    |    |    |    |    |    |    |    |    |    |    |    | 1  | 1  |    |    | 2                 |
| Художественная гимнастика   | Художественная гимнастика   |    |    |    |    |    |    |    |    |    |    |    |    |    |    |    |    | 1  | 1  |    | 2                 |
| Комплекты медалей           | Комплекты медалей           |    |    |    | 13 | 13 | 19 | 11 | 18 | 18 | 23 | 28 | 20 | 18 | 15 | 21 | 27 | 33 | 39 | 13 | 329               |
| Июль/август                 | Июль/август                 | 24 | 25 | 26 | 27 | 28 | 29 | 30 | 31 | 1  | 2  | 3  | 4  | 5  | 6  | 7  | 8  | 9  | 10 | 11 |                   |

## Вещание
- Азия — Dentsu[48]
- Азербайджан — Общественное телевидение[49]
- Бразилия — Grupo Globo[50]
- Канада — CBC/Radio-Canada, TSN, RDS[51][52]
- Китай — CCTV[53]
- Европейский союз — Discovery Communications, Eurosport[54]
- Великобритания — BBC[55]
- Венгрия — MTVA[56]
- Япония — Japan Consortium[57]
- MENA — beIN Sports[58]
- Новая Зеландия — Sky Television[59]
- Океания — Sky Television[59]
- Республика Корея — SBS[60]
- США — NBCUniversal[61]
- Казахстан — Хабар, Qazaqstan
- Украина — НОТУ[62]

13 июля 2024 года издание Sports.ru сообщило о том, что летние Олимпийские игры не будут транслироваться по российскому телевидению, поскольку «было принято политическое решение, что невозможно показывать Олимпийские игры на Первом канале и телеканале „Россия-1“ без российского флага и гимна», а «Матч ТВ» посчитал невыгодным транслировать состязания, где практически не выступают россияне. Аналогичная ситуация была в 1984 году, когда Советский союз бойкотировал Олимпийские игры 1984 года в Лос-Анджелесе. Права на трансляцию Олимпийских игр на территории России принадлежали компании «Телеспорт». Руководитель компании Пётр Макаренко на момент проведения Игр находился под стражей, а «Телеспорт» не произвёл оплату МОК. 25 июля 2024 года контроль над АО «Телеспорт Груп» перешёл к Сергею Шишкину (Okko).
С 24 июля на официальном сайте МОК появилась возможность просмотра трансляций Олимпийских игр с территории России c двумя звуковыми дорожками — на английском языке и с интершумом. Русскоязычные комментарии были предоставлены на канале Eurosport, хотя официально они предназначены не для России, а для Беларуси и ряда других стран бывшего СССР.

## Финансирование
Главным спонсором игр являлась французская корпорация LVMH, символика бренда Louis Vuitton активно использовался на играх — в частности, на церемонии открытия и на церемониях награждения победителей; униформа ассистентов во время награждений также была от этого бренда. Другая компания, входящая в корпорацию, Chaumet, отвечала за изготовление медалей, и в их дизайне также использовала элементы, символичные и традиционные для этого ювелирного дома.
Японский производитель автомобилей Toyota сообщил, что не будет продлевать спонсорство после окончания игр в Париже, поскольку, как сообщается, компания недовольна тем, как МОК использовал спонсорские деньги.

## Критика
Авторы доклада группы  Le Revers de la Medaille обвинили французские власти в социальных чистках при подготовке к летней Олимпиаде 2024 года. Согласно их данным, из Парижа в преддверии Игр были насильно перемещены около 20 тысяч бездомных, большая часть из которых — мигранты, а свыше 4,5 тысяч — несовершеннолетние. Более 60 % этих переселений были проведены без изучения социального положения бездомных, 50 % — перемещены без предупреждения, а более 30 % — без законных на то оснований. 
Спустя полгода после завершения Олимпиады разразился скандал из-за низкого качества изготовления олимпийских медалей. Призёры вернули в оргкомитет более 100 медалей, дефекты на которых появились уже спустя несколько часов после вручения. 

### Комментарии
1. ↑  Также «Давайте широко откроем Игры»[24].